# Acraea alciope
Acraea alciope är en fjärilsart som beskrevs av William Chapman Hewitson 1852. Acraea alciope ingår i släktet Acraea och familjen praktfjärilar. Inga underarter finns listade i Catalogue of Life.

## Bildgalleri

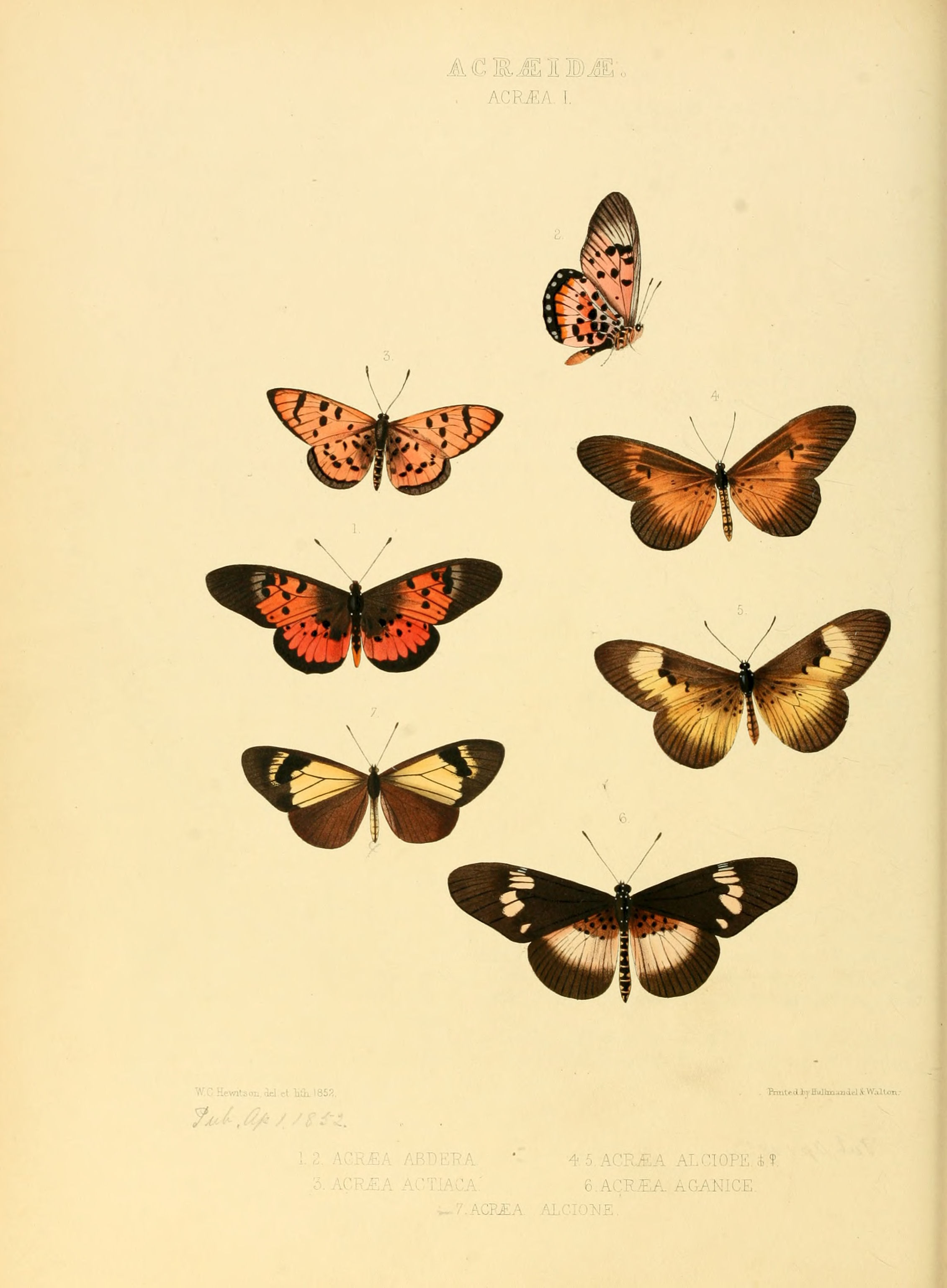